# Asparagus mariae
Asparagus mariae — вид рослин із родини холодкових (Asparagaceae).

## Біоморфологічна характеристика
Це багаторічний кущ до 100 см заввишки.

## Середовище проживання
Ареал: ПАР (Капські провінції).